# Richmond (Teksas)
Richmond je grad u američkoj saveznoj državi Teksas. Prema popisu stanovništva iz 2010. u njemu je živjelo 11.679 stanovnika.